# Tetragnatha makiharai
Tetragnatha makiharai là một loài nhện trong họ Tetragnathidae.
Loài này thuộc chi Tetragnatha. Tetragnatha makiharai được miêu tả năm 1977 bởi Okuma.

## Hình ảnh

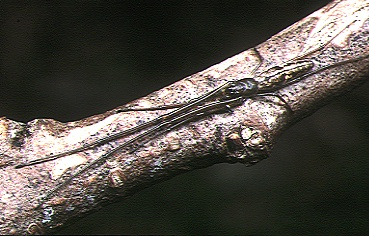
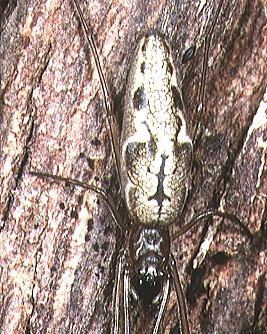
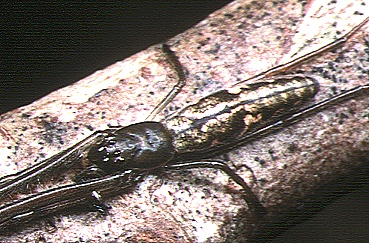